# کوستژن (استان ماسوویان)
کوستژن (به لهستانی:  Kostrzyn) یک روستا در لهستان است که در گمینا وشمیژتسه واقع شده‌است.
 کوستژن  ۳۰۰ نفر جمعیت دارد.